# إدفارد بول جونيور
إدفارد بول جونيور (بالنرويجية البوكمول: Edvard Bull d.y.)‏ هو بروفيسور ومؤرخ نرويجي، ولد في 1914، وتوفي في 1986.